# 알루 디아라
알루 디아라(Alou Diarra, 1981년 7월 15일, 빌팽트 ~)는 프랑스의 전 축구 선수로, 그의 주 포지션은 수비형 미드필더로 필요할 때 센터백으로도 기용 가능하다. 디아라는 "강력하고, 운동신경이 뛰어나며, 강력하다."로 묘사되었고, 전 프랑스 국가대표팀 선수였던 파트리크 비에이라처럼 뛰어난 몸싸움 능력을 가지고 있다. 디아라는 뛰어난 리더쉽 능력도 가지고 있어 FC 지롱댕 드 보르도와 프랑스 축구 국가대표팀의 주장도 맡았었다.
디아라는 처음에 센-생-드니를 연고로 하는 CSL 올네-수-부아와 FC 빌팽트에서 활동하였었다. 1997년, 그는 CS 루항-퀴소에 합류하여 1999-2000 시즌에 당시 2부리그에 속해있던 1군에서 데뷔전을 치루었다. 2000년, 디아라는 독일 분데스리가의 FC 바이에른 뮌헨에 영입되었다. 그는 2년동안 이 클럽의 리저브팀인 FC 바이에른 뮌헨 II에서 활동하였다. 2002년, 그는 그와 조국이 같은 제라르 울리에감독이 이끄는 리버풀 FC로 이적하였다. 디아라는 리버풀에서의 실망스러운 성과로 조국 프랑스의 르아브르 AC, SC 바스티아, RC 랑스로 세차례 임대되었다.
2005-06 시즌, RC 랑스에서 성공적인 임대생활을 한뒤, 그는 리버풀에서 랑스로 영구이적하였다. 그는 2시즌동안 70경기 출장기록을 세웠고, 이후에 리그 1 5연패를 달성한 올랭피크 리옹으로 이적하였다. 리옹에서 디아라는 주전 자리 확보에 어려움을 겪었고, 1년 후 FC 지롱댕 드 보르도로 이적하였다. 그는 리옹에서 2006-07 리그 1 우승 메달을 획득하였다. 보르도 소속으로, 디아라는 로랑 블랑 감독 하에 주축 선수가 되었다. 그는 FC 지롱댕 드 보르도에 있어서 기둥과도 같은 존재로 2008-09 시즌에 리그 1과 쿠프 드 라 리그 우승에 지대한 영향을 끼쳤다. 디아라는 보르도 소속으로 2차례 트로페 데 샹피옹 우승을 하였다.
디아라는 또한 프랑스 축구 국가대표팀의 일원이다. 그는 성인대표팀으로 나오기 전, U-20 대표팀과 U-21 대표팀을 거쳤다. U-20 대표팀 소속으로, 디아라는 2001년 FIFA 세계 청소년 축구 선수권 대회에 참여하였다. 그는 2004년 10월에 아일랜드와의 친선전에서 성인대표팀 첫 출장을 하였다. 디아라는 2006년과 2010년 FIFA 월드컵에 참여하였다. 2006년 대회에서, 그는 토고와의 조별리그 최종전, 이탈리아와의 결승전에서 교체로 출장하였다. 2010년, 디아라는 남아프리카 공화국과의 조별리그 최종전에서 선발출장하였다.

## 사생활
디아라는 말리계 부모님 사이에서 센-생-드니 주의 빌팽트에서 태어났다. 그는 3명의 남동생과 1명의 자매를 가지고 있다. 그의 남동생 중 한명인 장케 디아라 (Zanké Diarra) 도 축구선수로, 파리 생제르맹 FC의 리저브팀에서 뛴 경력이 있다. 그의 또다른 남동생인 이드리사는 SNS 사이트 운영자로 아마추어 선수들의 클럽 계약을 돕는다. 디아라 남매는 부모가 현재까지 거주하고 있는 올네-수-부아 (Aulnay-sous-Bois) 코뮌의 로즈 데 벵 (Rose des Vents)에서 자라났다. 알루 디아라는 현재 기혼 상태이며, 슬하에 2명의 자녀를 두고 있다. 2010년 5월 28일, 2010년 FIFA 월드컵을 앞두고, 디아라는 프랑스 국가대표팀을 떠나 아내의 둘째아이 출산을 지켜보았다.

## 클럽 경력

### 초기 경력
디아라는 그의 고향 클럽인 CSL 올네-수-부아에 입단하면서 축구를 시작하였다. 올네에서의 6년 후, 디아라는 그가 태어난 도시인 빌팽트를 연고로 하는 FC 빌팽트로 이적하였다. 빌팽트의 유소년 팀 시절, 그는 자주 프로 축구 클럽의 관심을 얻고 트라이얼을 하기 위해 힘썼다. 디아라는 르망 FC를 비롯하여 여러 차례 기회를 거절당하였다. 그의 동생의 말에 의하면, 형 디아라가 "성공에 대해 매우 열성적"이라고 하였다.
1997년, 디아라는 리그 2의 아마추어 클럽인 CS 루앙-퀴소로 이적하였고, 이 팀의 유소년 팀에 합류하였다. 1998-99 시즌, 디아라는 클럽의 리저브팀으로 승격되었고, 그 팀에서 2시즌간 활약하였다. 1999-2000 시즌 말, 디아라는 필리프 힌쉬베어커 (Philippe Hinschberger) 감독에 의해 1군으로 승격되었다. 2000년 4월 15일, 디아라는 툴루즈 FC와의 경기에서 데뷔하였고, 팀은 1-2로 패하였는데, 디아라는 이 경기에서 옐로우 카드 한장을 받았다. 2주 후, 그는 샤무아 니오르테 FC와의 경기에서 첫 선발출전하였고, 루항 퀴소는 2-3으로 패하였다. 그의 CS 루앙-퀴소 마지막 출장경기에서, 디아라는 르망 FC와의 경기에서 경고누적으로 퇴장당하였다. CS 루앙-퀴소는 이 시즌에 리그 2를 최하위로 마감하여 프랑스 3부리그이자 준프로리그인 샹피오나 나시오날 (Championnat National) 로 강등되었다. 시즌 종료 후, CS 루앙-퀴소는 그와 장기 계약을 체결하려 하였으나, 디아라 본인은 거절하였고, 그에 따라 그는 자유계약 상태로 들어가게 되었다.

### 해외 클럽들

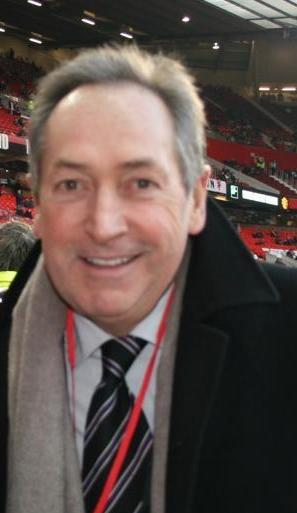
제라르 울리에는 디아라를 리버풀 FC로 불렀고, 나중에 그는 올랭피크 리옹에서 디아라와 재회하였다.

2000년 여름, 디아라는 독일 분데스리가의 FC 바이에른 뮌헨이 스카우터가 CS 뤼항-퀴소에서 그의 경기를 유심히 지켜본 뒤 영입하는데 합의를 보았다. 그는 뮌헨에 입단한 뒤, 당시 독일 3부리그였던 남부 레기오날리가에 속한 FC 바이에른 뮌헨 II, 뮌헨의 리저브 팀에 편성되었다. 디아라는 오언 하그리브스, 필리프 람, 바스티안 슈바인슈타이거, 즈베즈단 미시모비치 등과 더불어 리저브팀의 주축 선수가 되었다. 그의 리저브 팀에서의 첫 시즌, 그는 28경기에 출장하여 4득점을 올렸다. 디아라의 영입효과는 VfR 만하임과의 데뷔전에서 첫 골을 득점하며 즉각적으로 나타났으나, 소속팀은 2-4로 패하였다. 그의 거친 스타일은 이 시즌에 획득한 9개의 옐로우 카드 중 7번을 처음 17경기에서 획득하며 형성되었다. 이 시즌은 디아라에게 있어서 절반의 성공이었고, 2001-02 시즌을 앞두고 오트마어 히츠펠트는 그를 1군으로 승격시켰다. 그에 따라 디아라는 등번호 30번을 받았다.
디아라는 2001년의 8월과 9월에 1군의 벤치에 등장하며 2001-02 시즌을 시작하였으나, 단 한 번도 1군경기에 참여하지 못하였다. 2001년 10월, 그는 다시 리저브 팀으로 강등되었고, 이 상태를 아르헨티나 클럽 보카 주니어스와의 2001년 인터콘티넨털컵까지 유지하였다. 디아라는 이 경기에서 벤치를 지켰으나 출장하지 못하였고, 경기는 연장전에 새뮤얼 쿠포르가 결승골을 기록하며 바이에른의 승리로 막을 내렸다. 이 경기의 승리로 디아라는 1군팀 소속으로는 처음으로 우승을 거두었다. 그 후, 그는 리저브 팀으로 돌아가 나중에 부상당하였고, 그에 따라 장기간 동안 출장할 수 없게 되었다. 디아라는 2002년 3월에 헤르만 게를란트 신임 감독이 지휘하는 시기에 돌아왔고, 9번 더 출장하였다. 시즌이 지나면서, 디아라는 3년 연장계약을 제안받았으나, 제한된 출장시간으로 인해 디아라 본인은 거절하였다. 그는 1군 경기에 단 한 번도 출장하지 못하며 바이에른에서 실망적인 시간을 보냈음에도 불구하고, 2009년에 그는 "바이에른 시절에 좋은 기억을 가지고 있다."라고 답하였다. FC 지롱댕 드 보르도에서 디아라가 성공을 거두자, 현 뮌헨 회장인 울리 회네스는 디아라가 세계적인 선수로 선장하는 과정을 "세계의 7대 불가사의 중 하나"라고 하였다. 이후 회네스는 디아라의 부활에 대하여 "누군가가 나한테 'UEFA 챔피언스리그 경기에 복귀시킬 것'을 5년 전에 하도록 하는 것에 내기하였다면, 나는 확실하게 졌을 것이다."라고 회고하였다. 디아라가 2002년에 뮌헨을 떠났고, FIFA 배상규정에 따라, 바이에른은 이후 디아라의 이적에 대해 €800,000의 위약금을 받았다.
2002년 7월 3일, 파트리크 비에이라보다 디아라를 더 선호하던 제라르 울리에 감독이 이끄는 잉글랜드의 리버풀 FC은 디아라의 영입에 관심을 가졌다. 리버풀은 이탈리아의 유벤투스 FC와 몇몇 프랑스 클럽들과 디아라 영입 경쟁을 하였었다. 6일 후인 7월 9일, 리버풀은 디아라를 FC 바이에른 뮌헨에서 영입하는 데 확정지었다. 디아라는 리버풀과 5년 계약을 체결하였고, 르아브르 AC와의 프리시즌 친선경기에서 데뷔전을 치루었다. 그러나, 르아브르 AC와의 경기 다음날, 디아라는 전날 상대한 팀으로의 임대 이적 제안을 하였다. 같은 해의 8월 1일에 이 임대이적 제안이 수락되었다.

### 세 차례의 임대
디아라는 2002년 8월 17일, RC 스트라스부르와의 경기에서 교체 출장하며 르아브르 AC 소속으로 공식 데뷔하였고, 르아브르는 1-1 무승부를 거두었다. 그는 시즌 전반기에 주로 선발로 출장하였으나, 겨울 휴식기 이후 교체요원으로 전락하였다. 2002년 9월, CS 루항-퀴소는 디아라가 이적료를 지불하지 않고 해외로 나간 것으로 인해 프랑스에서 축구를 하는 것이 3년 동안 금지되었다고 발언하여 계약 논쟁을 하였다. CS 루항-퀴소는 이를 FIFA에 제소하였으나, 디아라의 AC 르아브르 이적을 합법으로 받아들여 패소하였다. 디아라는 2003년 1월 25일, 스타드 라발과의 쿠프 드 프랑스경기에서 프로팀 소속으로 1호골을 득점하였으나 1-2로 패하였다. 그는 2002-03 시즌에 28경기 출장하였다.
"리버풀 보고 있냐? 너희들 선수는 국가대표팀 선수이거나 유명 선수들이다. 나는 라파엘 베니테스와 긴 대화를 나누었고 1군 자리를 보장받을 수 없다고 그가 말하였다. 나는 한 시즌에 10경기 뛰는 데 그치고 싶지 않다."
2003년 오프시즌, 디아라는 리버풀 FC 복귀에 합의하였고 "나는 야심찬 사람으로, 안필드에서 나의 자리를 찾길 바란다."라고 덧붙였다. 그러나 2003년 7월, 울리에는 디아라가 다시 프랑스로 임대를 갈 것이라고 하였고, 그는 이번에 코르시카를 연고로 하는 SC 바스티아로 임대되었다. 그는 바스티아에 도착한 후, 제라르 길리 감독에 의해 처음부터 주전 자리를 획득하였고, 9월에는 4-2로 승리한 EA 갱강전과 1-4로 패한 AJ 오세르 전에서 모두 득점하며 그의 신뢰에 보답하였다. 2004년 3월 7일, 그는 올랭피크 드 마르세유전에서 득점하였고, 바스티아는 4-1로 이변의 대승을 거두었다. 디아라는 2003-04 시즌을 38경기 출장, 4득점으로 종료하였다. 시즌 종료 후, 디아라는 리버풀 FC로 프리시즌 훈련에 복귀하였다. 그러나 그를 영입하였던 제라르 울리에를 대신하여 스페인 국적의 라파엘 베니테스가 리버풀의 새로운 사령탑이 되어 있었다. 그 결과, 그는 3시즌 연속으로 임대이적 대상이 되었다. 그는 리버풀의 북미 프리시즌 차출 명단에서 제외되었고, 그에 따라 임대 이적이 불가피하였다. 2004년 7월 24일, 그는 RC 랑스로 임대되었다.
작년의 바스티아에서처럼, 디아라는 조엘 뮐러 감독에 의해 처음부터 주전이 되었다. 이 시즌은 디아라에 있어서 대성공의 시즌으로, 이 시즌에 팀 내에서 유일하게 전경기 출장한 선수가 되었다. 그는 시즌 대부분 기간 주장직을 맡았다. 그는 구준한 활약으로 프랑스 축구 국가대표팀 차출 제안을 받았다. 디아라는 AC 아작시오와의 경기에서 시즌 1호골을 득점하였고, 경기는 1-1 무승부로 종료되었다. 그는 처음 1분에 득점하였다. 2005년 2월 6일, 디아라는 파리 생제르맹 FC과의 파르크 데 프랭스 원정 경기에서 선제골을 기록하였고, 랑스는 2-0으로 완승을 거두었다. 그는 2004-05 시즌을 37경기 출장 2골로 마쳤다. 같은 시즌, 디아라는 11장의 옐로우 카드를 수집하였다.

### 프랑스 무대 복귀
그는 2004-05 시즌에 프랑스에서 1류 선수로서의 지위를 회복한 뒤, 라파엘 베니테스 감독은 "나는 그가 아직 초기 단계를 밟고 있다고 생각한다. 그러나, 이 젊은 선수가 좋은 활약을 펼치고 있다는 것은 희소식이다. 그가 만약 그의 소속팀과 국가대표팀에서 우수한 활약을 펼친다면, 우리는 그를 리버풀의 선수로 인정할 것이다."라고 하며 디아라가 여전히 리버풀에 머물기를 바랄 것이라고 하였다. 그러나 2005년 4월에 디아라는 RC 랑스와 영구계약을 맺고 리버풀과 결별하고 싶다고 선언하였다. 2004-05 시즌이 종료된 후, 리버풀은 RC 랑스와의 협상 이후, 그의 랑스 영구이적을 승인하였고, 디아라는 €3.2M의 가격에 랑스로 완전히 이적하였다. 디아라는 리버풀 FC 소속으로 단 한차례의 프리시즌 경기에 출장하는 데 그쳤다.
디아라는 랑스 영구 이적 이후에도 주전으로 남아 꾸준한 활약을 펼쳤고, 2005-06 시즌에 44경기에 출장하여 2골 4어시스트를 기록하였다. 그는 AS 낭시와의 2-1로 승리한 경기, OGC 니스와의 2-2 무승부 경기에서 한 골씩 득점하였다. 디아라는 2005-06 시즌의 UEFA 컵에 참여하며 유럽대항전을 처음으로 경험하였다. 그는 2005년 7월 3일, 폴란드 레흐 포즈난과의 UEFA 인터토토컵 2라운드 경기에서 유럽대항전 경기에 처음으로 출전하였다. 디아라는 유럽대항전에 총 10경기 출장하였고, 소속팀 랑스는 UEFA 컵 32강에 진출하여 이탈리아의 우디네세 칼초에 합계 1-3으로 패해 탈락하였다.

### 올랭피크 리옹
2006년 FIFA 월드컵 종료 이후, 디아라는 리그 5연패를 기록한 챔피언 올랭피크 리옹과 링크되었고, 제라르 울리에 감독과 재회 할 수 있는 기회를 잡았다. 2006년 8월 23일, 그와 같은 성을 가진 마하마두 디아라가 레알 마드리드 CF에 €26M의 가격으로 매각되면서 계약이 성사되었다. 이적료는 €6.25M으로, 디아라는 입단식에서 등번호 18번을 받았다. 디아라는 울리에 감독이 제레미 툴랄랑과 티아구 멘데스가 각각 선발 수비형 미드필더와 박스-투-박스 미드필더 자리를 차지하면서 주전자리를 차지하는 데 어려움을 겪었다. 그는 2006년 9월 16일에 3-1로 승리한 FC 로리앙 원정경기에서 늦은 데뷔전을 치렀다. 디아라는 2006년 12월 6일, 루마니아 FC 스테아우아 부쿠레슈티와의 UEFA 챔피언스리그 조별 마지막 경기에서 2005-06 시즌의 1호골을 득점하였다. 경기는 1-1로 마감하였다. 2주 후, 그는 AS 낭시와의 쿠프 드 프랑스 8강전에서 2호골을 득점하였고, 리옹은 3-1로 승리하였다.
겨울 휴식기 이후, 디아라는 허벅지 부상을 당하였고, 거의 3달 동안 출장하지 못하였다. 2007년 3월, 그는 AS 생테티엔과의 론 더비에서 교체출장하였고, 3-1 승리를 도왔다. 시즌 도중, 디아라는 적은 출장 시간에 불만을 가지고 두 배의 출장 시간을 요구하였고, 이는 울리에가 디아라의 이기심에 대해 의문을 가지도록 하였다. 울리에와 디아라의 갈등은 4월 6일 발랑시엔 FC와의 경기에서 디아라를 명단에서 제외하면서 불에 붙었고, 그 다음날에 디아라를 4부리그인 샹피오나 드 프랑스 아마퇴르 (Championnat de France amateur)의 리저브 팀으로 강등시키며 가중되었다. 디아라는 울리에의 명령을 거절하였고, 울리에는 그를 출장시키지 않겠다고 협박하며 응수하였다. 올랭피크 리옹의 감독은 나중에 디아라가 그 자신과 팀에게 사과하여야 한다고 촉구하였다. 디아라는 이를 거부하였고, 그 결과, 디아라는 2007년 쿠프 드 프랑스 결승전을 포함한 4경기에 결장하였다. 디아라는 4월 28일, 르망과의 경기에 복귀하여 풀타임을 소화하였고, 리옹은 3-1로 이겼다. 그는 이를 막판 5경기 중 3경기에서도 하였고, 리옹은 리그 6연패를 달성하였다. 그가 막판에 풀타임으로 출장한 경기들 중에는 그가 득점한 경기가 있었는데, 그 경기는 친정팀 RC 랑스와의 경기로, 리옹은 3-0 완승을 하였다.

### FC 지롱댕 드 보르도

#### 2007년에서 2009년까지

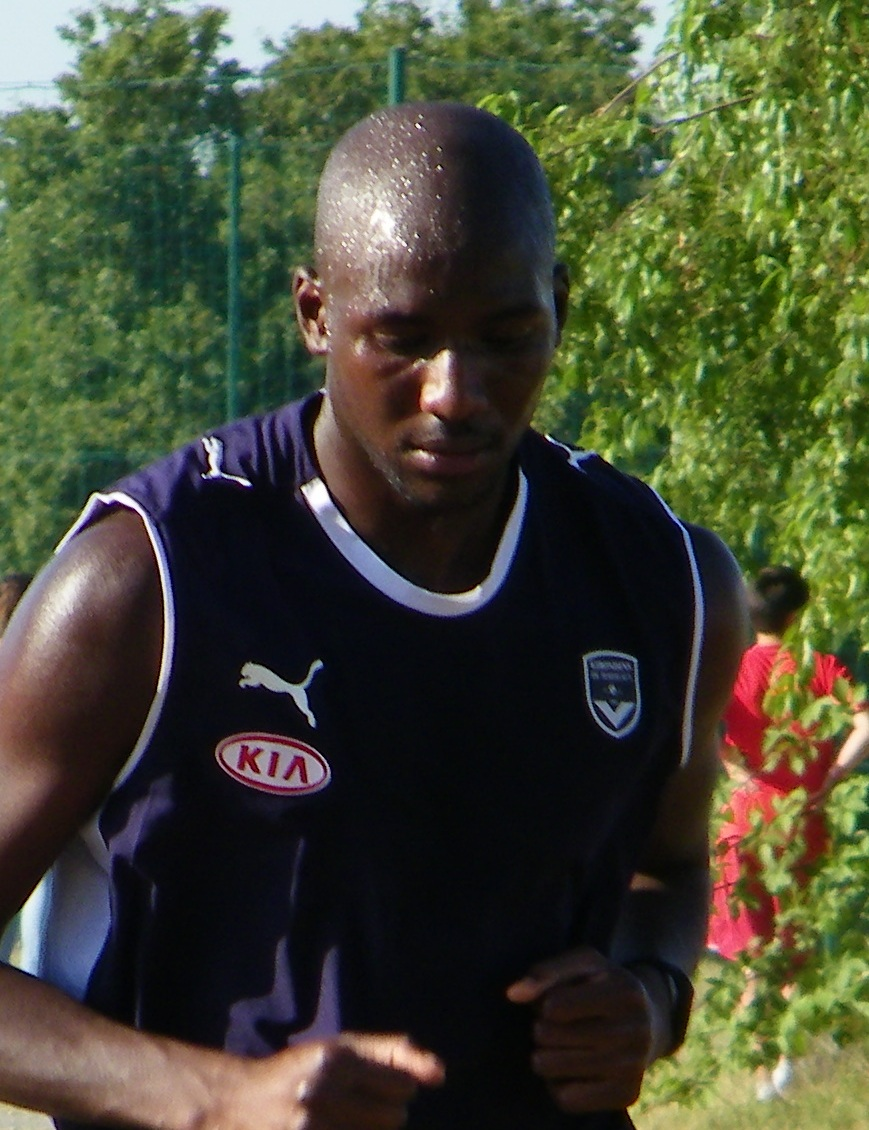
보르도 훈련에서의 디아라

2006-07 시즌을 올랭피크 리옹에서 보낸 후, 디아라는 잉글랜드의 맨체스터 유나이티드 FC와 포츠머스 FC에 링크되었다. 2007년 7월, 리옹 회장 장-미셸 올라는 포츠머스 FC의 £5M에 합의하였다고 확인하였다. 그러나, 올라 회장은 디아라가 이적을 거부하고 프랑스에 남아 FC 지롱댕 드 보르도와 이적을 합의한 것을 확인하였다. 7월 20일, 1주의 협상끝에 FC 지롱댕 드 보르도는 디아라 영입에 성공하였다. 이 미드필더는 클럽과 4년 계약을 체결하였고 €7.75M의 가격에 이적하였다. 디아라는 포츠머스 대신에 보르도로 이적한 이유를 "리그 1에서 주전으로 활약하고 싶어서"로 밝혔다. 디아라는 스페인으로 떠난 리오 마뷔바의 대체 요원이 되었다. 그는 보르도 이적으로 로랑 블랑 감독을 만나게 되었다.
디아라는 등번호 4번을 받았고, 2007년 8월 4일, 1-0 승리를 거둔 RC 랑스와의 경기에서 공식 데뷔전을 치르고, 옐로우 카드 한 장을 수집하였다. 8월 29일, 그는 FC 메스와의 경기에서 시즌 처음으로 골네트를 흔들었고, 그의 득점은 곧 1-0 결승골이 되었다. 디아라는 그가 출전한 36경기에서 모두 선발로 출전하였다. 그는 박스-투-박스 미드필더인 알레한드로 알론소, 페르난두 메네가주와 훌륭한 호흡을 보였고, 이는 디아라가 자유롭게 공을 패스하고 적의 공격진을 뭉게버리는 데 효과를 보였다. 12월 2일, 디아라는 가롱 더비에서 툴루즈 FC를 상대로 득점하여, 팀의 4-3 승리를 도왔다.
디아라는 이 시즌에 보르도의 일원으로 유럽대항전에 참가하기도 하였다. 그는 UEFA 컵에서 4경기 출장하였다. 보르도는 32강에 진출하였으나, 벨기에의 RSC 안데를레흐트에 합계 3-2로 패해 중도하차 하였다. 쿠프 드 프랑스에서 보르도는 8강에 진출하였다. 디아라는 보르도가 치른 4경기에 모두 출장하였고, 이중에는 120분을 뛴 경기도 있었다. 그는 리그에서 2골을 추가하였는데, 둘 다 승리한 경기로, FC 메스와 스타드 렌 FC과의 경기였다. 보르도는 2007-08 시즌을 2위로 마쳤고, 이는 챔피언 올랭피크 리옹과 승점 4점의 격차였다. 리옹은 파리 생제르맹 FC에 2003-04 시즌, 3점차로 우승한 이후로는 가장 격렬한 리그 타이틀 레이스였다. 디아라는 이 시즌에 44경기에 출장하여 4번 골네트를 갈랐다.
2008-09 시즌, 디아라는 요앙 구르퀴프가 영입되었음에도 불구하고, 주전 자리를 굳건히 지켰다. 그는 2008년 트로페 데 샹피옹에 출전하였고, 보르도의 승리를 도왔다. 이 경기에서 보르도는 승부차기에서 5-4로 이겼다. 보르도는 처음 9경기에서 8경기 동안 무패행진을 달려 사기를 드높였다. 이 경기들 중, 디아라는 1-0으로 승리한 그르노블 푸트 38과의 경기에서, 보르도 소속으로는 경고누적으로 첫 레드 카드를 수집하였다. 그는 5분 간격으로 두 장의 옐로우 카드를 수집하였다. 2008년 12월 21일, 디아라는 AS 모나코 FC와의 경기에서 팀의 2번째 득점을 하였고, 스타드 루이 되에서 펼쳐진 이 경기는 보르도의 극적인 4-3 역전승으로 종료되었다. 보르도는 이 경기에서 50분까지 0-3으로 끌려가고 있었다. 쿠프 드 라 리그는 이 시즌에 FC 지롱댕 드 보르도의 몫이 되었다. 디아라는 3-0으로 이긴 파리 생제르맹 FC와의 준결승전에 출전하였으나, 결승전을 앞두고 부상당하여, 대회 우승을 거둔 경기에서 출전하지 못하였다. UEFA 챔피언스리그 2008-09에서, 디아라는 보르도가 참여한 6번의 조별리그 경기에 모두 출장하였고, 잉글랜드 첼시 FC와의 A조 5차저 경기에서 득점하여 1-1 무승부를 이끌었다. 보르도는 A조 3위로 챔피언스리그 조별리그를 마감하였고, 그에 따라 보르도는 2년 연속 UEFA 컵에 참가하게 되었다.
2009년 4월 19일, 디아라는 타이틀 경쟁자인 올랭피크 리옹과의 스타드 드 젤랑 원정경기에서, 이 경기의 1-0 결승골을 득점하였다. 이 경기에서의 승리로 보르도는 리옹과의 격차를 벌렸고, 리그 1위 자리의 입지를 굳혔다. 보르도는 이후 6연승을 거두고 시즌을 마감하였다. 이로써, 보르도는 1999년 이후 처음으로 리그 1 우승을 달성하였고, 6번째 리그 우승컵을 들어올렸으며, 올랭피크 리옹 독주시대의 막을 내리게 하였다. 보르도는 같은해 리그를 우승하기에 앞서 쿠프 드 라 리그를 우승하여 리그와 리그컵 더블을 차지하였다. 디아라는 한 시즌 최다인 45경기에 출장을 하여 3득점을 하였다.

#### 2009년에서 2011년까지
2009-10 시즌을 앞두고, 주장이자 주전 골키퍼인 울리히 라메가 보르도를 떠나자, 로랑 블랑 감독은 디아라에게 완장을 내밀었다. 그는 2009년 7월 25일에 EA 갱강과의 트로페 데 샹피옹에서 2-0 완승을 거두며, 보르도에서의 4번째 우승 타이틀을 획득하였다. 리그 3번째 경기인, OGC 니스전에서 디아라는 시즌 1호골을 기록하여, 3-0 승리에 보탰다. 디아라는 시즌 전반기에 주전으로 자주 나왔으나, 1월에서 3월 기간동안 부상으로 고생하게 되었다. 그는 그리스 올림피아코스 FC와의 UEFA 챔피언스리그 2009-10 16강 1차전 경기에 결장하였다. 2차전에서, 디아라는 복귀하였으나, 후반전에 경고누적으로 퇴장하였다. 이 경기에서의 퇴장으로 리그 경쟁자 올랭피크 리옹과의 8강 1차전에 결장하였고, 디아라의 공백으로 인해 보르도는 리옹에 합계 2-3으로 패해 탈락하였다. 디아라는 2010년 3월 13일, 리그 경기에 복귀하여 잔여 기간동안 1경기를 제외한 모든 리그 경기에 출전하였다. 요앙 구르퀴프의 부상과 마루안 샤마크의 기량 하락으로, 보르도는 봄 기간동안에 부진을 겪었고, 그 결과로 보르도는 타이틀 방어에 실패했을 뿐만 아니라 어느 유럽대항전에도 진출하지 못하였다.
2010-11 시즌을 앞두고, 디아라는 리그 챔피언 올랭피크 드 마르세유와 링크되어 있었다. 7월 14일, 디디에 데샹 마르세유 감독은 마르세유 구단 수뇌부들이 FC 지롱댕 드 보르도와 디아라의 협상하고 있다는 것을 확인하였다. 1주 후, 보르도 회장 트리오는 마르세유가 €7.75M의 방출 계약료에 미달하여 영입에 실패하였으며, 잔류할 것임을 못박았다. 마르세유가 그의 이적에 포기하지 않았지만, 7월 30일, 협상은 공식적으로 결렬되었다. 디아라는 나중에 보르도에 남아 계약이 만료될 때까지 잔류하는 것에 대해 만족하였다. 이 수비형 미드필더는 처음 6경기에서 2득점을 파리 생제르맹 FC전과 올랭피크 리옹전에서 득점하였다.
"구단 수뇌부와 회장은 나에 대해 들었다. 나는 이런 일을 확실하게, 다시 하지 않을 것이다. 이런 일이 일어나는 것은 이번이 마지막이다. 나는 후회한다."
2010년 10월 16일, 디아라는 논란의 논쟁에 연루되었고, 그는 6경기 출장 정지의 징계를 당하였다. 그는 1-0으로 승리한 AJ 오세르전에서 윌프리엔 비엥 주심으로 옐로우 카드를 받은 뒤, 주심을 두 손으로 밀어버렸다. 그는 즉시 레드 카드를 받아 퇴장당하였다. 그는 필드를 나가면서, 그를 향해 다시 바라보았고, 그의 행동에 대해 사과하였다. 경기 이후, 디아라는 또다시 그의 행위에 대해 사과하였다. 그는 로랑 블랑 전 보르도 감독의 지지를 받았고, 블랑은 그가 사소한 실수를 하였고, 그가 한 행동에 대해 후회한 것을 인정하였다. 디아라는 원래 3경기 출장정지 징계를 받았으나 11월 프랑스 리그의 재판 이후, 그의 징계는 6경기 출장정지로 늘어났다. 디아라는 11월 27일, 1-1로 비긴 릴 OSC전에 복귀하였고, 전반전 하프타임을 뛰었다.

### 올랭피크 드 마르세유
2011년 7월 4일, 디아라는 FC 지롱댕 드 보르도에서 리그 타이틀 경쟁자인 올랭피크 드 마르세유로 이적을 완료하였고, 3년짜리 계약서에 서명하였다. 이적료는 비공개로 되어 있지만, 약 €5M으로 추정되고 있다.

### 웨스트 햄 유나이티드 FC
2012년 8월 10일, 디아라는 다시 잉글랜드 땅을 밟았고, 웨스트 햄 유나이티드 FC와 3년짜리 계약을 비공개 이적료에 체결하였다. 디아라는 0-3으로 패한 스완지 시티 FC와의 8월 25일 경기에서 모하메드 디아메와 69분에 교체 투입되며 데뷔하였다.

### 스타드 렌 FC
웨스트햄 유나이티드 FC에서 부상과 부진으로 자리를 잃은 그는 2013년 1월, 겨울이적시장에서 스타드 렌 FC로 시즌종료까지 임대되며 6개월만에 리그 앙에 복귀했다.

## 국가대표팀 경력

### 청소년 국가대표팀
디아라는 전 프랑스 청소년 국가대표팀 일원으로 U-20 국가대표팀과 U-21 국가대표팀 소속으로 출장하였다. 그는 2001년에 레이몽 도메네크 감독에 의해 2001년 FIFA 세계 청소년 축구 선수권 대회에 참가하게 되었다. 디아라는 이란과의 경기에 출장하였고, 이 경기에서 프랑스는 이란을 5-0으로 박살냈다. 이란전에서 30분에, 디아라는 부상으로 교체아웃 되었다. 이 부상으로 프랑스의 나머지 경기에 참여할 수 없게 되었다. 결국 프랑스는 8강에 올라 하비에르 사비올라가 이끄는 아르헨티나에 1-3으로 패하였다. 디아라가 참여한 유이한 U-20팀 경기로는 2002년 4월의 이집트와의 경기로, 이 경기에서 프랑스가 1-0 신승을 거두었다.
디아라는 키프로스와의 경기를 앞두고 2002년 8월에 U-21 국가대표팀에 처음으로 차출되었다. 그는 이 경기에서 U-21 국가대표팀 첫 출전을 하였고, 프랑스는 1-0으로 이겼다. 디아라는 프랑스 U-21 국가대표팀의 주전으로 2004년 UEFA U-21 챔피언쉽과 2004년 하계 올림픽의 예선에 도전하였다. 프랑스는 두 대회 모두 본선진출에 실패하였고, 이에 따라 그의 청소년 대표팀에서의 활약은 끝났다. 그는 U-21 국가대표팀 소속으로 10번의 공식 경기에 출장하였고, 이스라엘과의 UEFA U-21 챔피언쉽 예선에서 이 단계 소속으로는 유일한 골을 득점하였고, 프랑스는 이스라엘을 3-1로 꺾었다. 2003년 12월, 디아라는 말리 축구 국가대표팀에 의해 2004년 아프리카 네이션스컵에 참여하도록 차출을 시도하였다. 디아라는 부모의 고향인 말리의 제의를 무시하였고, 자신이 태어난 프랑스의 국가대표팀 일원이 되었다.

### 성인 국가대표팀
2004년 8월 13일, 디아라는 레이몽 도메네크 감독에 의해 보스니아 헤르체고비나와의 친선경기를 앞두고 프랑스 성인 국가대표팀에 발탁되었다. 그는 이 경기에서 출장하지 못하였으나 아일랜드와 키프로스와의 2006년 FIFA 월드컵 예선전에 또다시 차출되었다. 디아라는 아일랜드와의 경기에서 올리비에 다쿠르와 교체투입되었고, 경기는 득점없이 비겼다. 그는 파트리크 비에이라 혹은 클로드 마켈렐레의 교체 요원으로 활용되었다. 프랑스가 예선을 통과한 후, 그는 2006년 FIFA 월드컵의 최종 23인 엔트리에 포함되었다. 이 대회에서 디아라는 2경기에 출장하였다. 그는 토고와의 조별리그 마지막 경기에서 파트리크 비에이라와 교체투입되었고, 이탈리아와의 결승전 경기에서도 비에이라와 교체 투입되었다. 프랑스는 결승전 승부차기에서 3-5로 패하였는데, 디아라는 키커로 나서지 않았다.
2006년 11월, 그리스와의 친선경기에 출장한 이후, 디아라는 올랭피크 리옹에서 출장시간이 줄어들어 약 2년간 국가대표팀의 부름을 받지 못하였다. 그에 따라 그는 프랑스의 예비 엔트리에 포함되었으나, UEFA 유로 2008에 참여하지 못하였다. 그는 FC 지롱댕 드 보르도에서 기량을 회복한 후, 2010년 FIFA 월드컵의 예선 7경기에 출장하였다. 그는 나중에 남아프리카 공화국에서 열리는 월드컵의 최종 23인 엔트리에 들며, 월드컵을 2회 연속으로 참가하게 되었다. 프랑스는 니콜라 아넬카가 퇴출당하는 사태를 포함하여 대참사를 치루게 되었다. 홈팀 남아프리카 공화국과의 조별리그 최종전에서, 다수의 베테랑 선수들이 스쿼드에서 빠지고, 디아라는 처음으로 선발출장을 하고 주장을 맡았으나, 프랑스의 1-2 패배와, A조 최하위로 조기탈락하는 수모를 막지 못하였다.
그의 소속팀 감독이었던 로랑 블랑이 국가대표팀 신임 자리를 맡았고, 디아라는 몇명의 선수들과 더불어 소속팀에 이어 국가대표팀에서 휘하에 놓인 선수가 되었다. 2010년 8월 친선경기를 징계로 결장한 뒤, 9월 보스니아 헤르체고비나와 루마니아와의 경기에서 복귀하여 풀타임을 소화하였고, 두 경기를 모두 2-0으로 승리하였다. 이 두 경기에서 디아라는 주장을 맡았다. 2011년 2월 9일, 그는 브라질과의 경기를 5번째로 주장을 맡았고, 프랑스는 1-0 신승을 거두었다. 블랑은 아직 디아라를 공식적으로 주장직을 맡기지 않았으나, 디아라는 다수의 프랑스 언론들에 의해 공식적으로 완장을 받을 자격이 있는 인물로 보고 있다.

## 수상

### 클럽
FC 바이에른 뮌헨
- 인터콘티넨털컵: 2001

올랭피크 리옹
- 리그 1: 2006-07

FC 지롱댕 드 보르도
- 리그 1: 2008-09
- 쿠프 드 라 리그: 2009
- 트로페 데 샹피옹: 2008, 2009

올랭피크 드 마르세유
- 트로페 데 샹피옹: 2011

### 국가대항전
성인 국가대표팀
- FIFA 월드컵 준우승: 2006